# HK G41突擊步槍
HK G41（德語：Gewehr 41，意為：步槍型號41，這名稱也是德國聯邦國防軍其中一枝半自動步槍的編號）是一款由西德軍火生產商黑克勒&科赫在1981年研制和有限數量生產的突击步枪。發射5.56×45毫米北約口徑步枪子彈，可以同時發射M193和SS109兩種彈藥。
這枝步槍的設計概念是要取代同樣是5.56毫米口徑的HK33系列而且同時提供了一個能夠符合北約標準和更現代化的武器平台。可由於其高昂的代價（1,700美元）是眾所周知，導致它並無獲德國聯邦國防軍所採用（結果是被HK G36所取代）。
目前黑克勒&科赫已經把HK G41停產，但是步槍的生產權被意大利軍火生產商路易吉．弗蘭基（即是SPAS-12、SPAS-15的生產商）所收購。

## 歷史
G41是黑克勒&科赫為了取代正在老化的HK G3自動步槍而研發，而HK G11突擊步槍是為了成為特種部隊的制式裝備。研發G41時的所有的經費都由黑克勒&科赫獨力負擔。該槍曾在1979年9月交付德國陸軍部隊試驗，並在1980年代初期參與意大利軍方新式步槍投標。但結果意大利軍方沒有採用。而且由於價格等原因，G41無法替代G3或G11。結果由於東德和西德因為柏林圍牆的倒塌而一體化，需要減少了軍費開支，結果G41和G11都被G36所取代。
由於沒有一支軍隊或執法機關大規模裝備，G41在1996年黑克勒&科赫的目錄中刪除。

## 設計特點

HK G41的槍管，留意陰膛徑的形狀是六邊形。

### 操作方式
HK G41的設計是以7.62毫米口徑的HK G3自動步槍作為基礎。這是一枝可選擇射擊模式的自動射擊武器，採用了滾輪延遲反衝式操作系統。其槍機頭是由兩片式槍機結構所組成，其中包含兩個用於閉鎖的滾輪和斜楔式閉鎖片，連接到一個沉重的槍機機框。發射時，由點燃子彈火藥而來的高壓火藥燃氣所產生的壓力會施加壓力到槍機中，然後轉移到滾輪。滾輪會在延伸自槍管的閉鎖位置依靠著並且取代了閉鎖塊，並作為延遲反衝到適當水準的後壁。而斜楔式閉鎖片會保持按照幾何規則製成的兩個凸輪向後的帶動偏移量，而向後速度是大於槍機。這樣能確保子彈已離開槍管，並使滾輪完全縮回以前，槍口的壓力下降到安全水準，然後清除槍管延伸槽內部的污垢和使槍機開鎖，然後將槍機機框和可移動的總成一併抽出。

### 特色
HK G41的套管的彈殼是設置於槍機頭的內部，而傾斜的槓桿式拋殼系統就裝置於扳機組件。G41是以擊錘來協助射擊，而快慢機的設定是保險—半自動—點射—連射（S—E—3—F）。發射選擇的表示標誌是子彈形圖像，它也可以充當為一個安全說明書，以防止無意之間發射。而選擇組件是雙手皆可使用，而其槓桿並是有如鏡面反射般在扳機組件的兩邊。在選擇調整到「安全」的位置時，扳機組件和相關的系統會被自動鎖上以防止使用。
該槍採用了铝製彈匣（從M16步槍而來），子彈的容量為30發。彈匣釋放按鈕的位置是在步槍的左側、彈匣的上方。
G41亦採用了手動式复进助推器，可讓其完全地把槍機進入閉鎖狀態（美國M16A1步槍亦有著類似的用途），可以方便攜帶的可折疊式提把（和FN FAL設計相似），拉機柄會在彈匣內的最後一發子彈射出後把槍機開放（有人發現槍機釋放按鈕略高於該彈匣插座），而彈簧定位式防塵蓋會在發射期間打開讓塵埃和彈殼飛出槍外。

### 槍管
冷鍛碳鋼槍管有著以4條膛線組成的六邊形形狀陰膛徑。它能夠兼用任何5.56×45毫米北約口徑標準彈藥，包括比利時SS109子彈（62格令和纏距178毫米（1：7英吋））或美国M193子彈（55格令和纏距305毫米（1:12英吋））這兩種的彈藥。鑽孔式膛室設計是為了協助取出彈殼。每枝槍管配備了消焰器，這是為了用於發射22毫米槍榴彈和裝上消聲器。

### 瞄準具
G41的金屬製機械瞄具式瞄準具的設計上是一個後方的旋轉屈光式鼓狀照門加上一個冠頂狀前準星。表尺鼓狀照門有三個不同直徑的機械覘孔式後照門以校準不同的射擊距離（200，300和400公尺）和一個三角形的缺口式後照門設計（100公尺）。該槍機匣組件的頂蓋亦裝有凹槽接口，讓其可以使用黑克勒&科赫特製的專用瞄準鏡座連接裝置和適配器以安裝北約標準光学瞄准具（例如Hendsoldt 6×42毫米望遠式瞄准镜）。

### 配件
HK G41步槍可以選擇許多的配件，它們都是根據北約標準或先前發出的項目。
步槍的槍管可裝上兩腳架（和M16A1設計相似）、刺刀（由HK G3修改後而成）、光学瞄准镜和消聲器。它也可以在機匣上裝上北約標準的皮卡汀尼導軌後再裝上FERO Z24-G 4×24毫米光學瞄準鏡。
G41也可以安裝可拆卸式40毫米口徑HK79，不過要先將合成纖維製成的護木移除。在下掛了HK79以後會和G41被合稱為G41TGS，或是“手提式榴彈發射系統”（英語：Tactical Group Support）。

## 衍生型
黑克勒&科赫提供了G41的一些不同型號：
- G41：這個標準型號具有一個固定型槍托和178毫米（1:7英吋）膛線。
- G41A1：這個型號具有一個固定型槍托和305毫米（1:12英吋）膛線。
- G41A2：這個型號具有一個伸縮型槍托和178毫米（1:7英吋）膛線。
- G41A3：這個型號具有一個伸縮型槍托和305毫米（1:12英吋）膛線。
- G41K（K）：這是G41A2的卡賓槍版型號，縮短了380毫米（15英吋），178毫米（1：7英吋）膛線和伸縮型槍托。G41K因為太短的關係，無法下掛HK79或發射槍榴彈。
- G41TGS（TGS，意為：手提式榴彈發射系統）：下掛了HK79 榴彈發射器的型號。
- LF G41：1988年，意大利軍火生產商路易吉．弗蘭基為了嘗試在認可的情況下去生產這枝步槍，決定收購了這枝步槍的生產權後才嘗試生產G41，G41A2和G41K。這枝步槍經過一定的修改以後很久終於被意大利軍隊所試用。兩者的不同之處是黑克勒&科赫的版本的4條膛線型槍管的陰膛徑是六邊形形狀再加上一個很有特色的鑽孔。當1989年，德國聯邦國防軍拒絕採用HK G41的時候，LF G41在經過一定考慮過後才正式生產亦且和在1990年經過改進的貝瑞塔AR70/90一起服役。不過，LF G41只是被騎兵司令部和蛙人突擊隊（COMSUBIN）兩者使用。

## 使用國

安全

單發（半自動）

點射（三點發）

連發（全自動）

- 阿根廷
- 丹麦
  - 丹麥皇家陸軍獵人突擊隊
  - 丹麥皇家海軍蛙人兵團
- 西德：HK G41最初生產時，用於取代德國聯邦國防軍內部一部份老舊的HK G3自動步槍所造成的前線問題，而HK G11突擊步槍就是為了給特種部隊使用。在西德和東德統一和預算危機以後，迫使他們隨在1989年後取消他們原來所有的訂單。[2]已被HK G36所取代。
- 義大利：已被HK G36所取代。
  - 卡賓槍騎兵
  - 蛙人突擊隊
- 黎巴嫩
- 西班牙
  - 西班牙民間衛隊特別干預單位（G41TGS）[3]
  - 西班牙國家警察特別行動組[4]
- 斯里蘭卡
- 土耳其
  - 憲兵單位[5]
- 美国：G41在1980年代初曾經接受美国军队的一部分武器試驗，但受到M16A2影響而遭到拒絕。由於在美國之中亦沒有在執法機關或民間市場上和在歐洲軍械市場上獲得大量銷售的記錄，導致G41在1996年從黑克勒&科赫的目錄中刪除。
  - 少數地方警察局